# Mustapha El Ahmadi
Pour les articles homonymes, voir Ahmadi (homonymie).
Mustapha El Ahmadi (né le 8 juillet 1968 à Berkane au Maroc) est un athlète français, spécialiste des courses de fond et du cross-country. 
Il se distingue lors des championnats d'Europe de cross-country en remportant, au titre du classement par équipes, le titre européen en 2001, la médaille d'argent en 1998 et 2002, et la médaille de bronze en 2000.
En 2001, il s'adjuge la médaille d'argent par équipes des championnats du monde de cross, en compagnie de Driss El Himer, Lyes Ramoul et Mickaël Thomas.
Sur le plan national, il remporte le titre de champion de France du 10 000 m en 2001.